# 鶴ヶ丘稲荷神社古墳
鶴ヶ丘稲荷神社古墳（つるがおかいなりじんじゃこふん）とは、かつて埼玉県鶴ヶ島市にあった方墳である。

## 古墳発掘の経緯
日本住宅公団が川越市と鶴ヶ島市にまたがる地域の宅地開発を計画したことにより、1971年（昭和46年）より宅地開発を予定した地域の発掘調査が行われることになった。1973年（昭和48年）の発掘調査で鶴ヶ丘一号墳など複数の古墳が存在したことが明らかとなり、一帯にはかつて古墳群が存在したものと推定され、「鶴ヶ丘古墳群」と命名された。しかし多くの古墳はかつての山林を戦後、大規模に畑地として造成した際に消滅してしまったと推定された。
鶴ヶ丘稲荷神社古墳は、鶴ヶ丘古墳群の中で唯一墳丘を残していた古墳であったが、1983年（昭和58年）から1984年（昭和59年）に行われた発掘調査ののち、宅地化され消滅した。現在、かつて古墳があった場所から南西側約50メートルの公園内に墳丘・石室・周溝が復元されている。

## 古墳の立地
鶴ヶ丘稲荷神社古墳は、荒川水系小畔川北岸の入間台地南縁の平坦地にある。墳形などから鶴ヶ丘稲荷神社古墳は7世紀半ばから後半に造営された終末期古墳と考えられている。入間川南岸にはやはり終末期古墳とされ、上円下方墳の可能性が高い山王塚古墳がある。その他にも鶴ヶ丘稲荷神社古墳の周辺には古墳群の存在が確認されているが、開発によって消滅してしまった古墳も多い。

## 墳丘と周溝について
鶴ヶ丘稲荷神社古墳はかろうじて墳丘を残していたとはいえ、開墾されて茶畑となっていたため発掘調査時には墳丘は原型を失っていた。調査の結果、葺石として墳丘裾を覆っていたと見られる石列が検出され、その形状から墳丘は東西20.5メートル、南北21メートルの方形をしていたと見られる。
また墳丘の外側を断続的に溝状の遺構がめぐっているのが確認された。溝状の遺構は南北の辺がやや西側に傾いた方形をしており、溝の大きさと深さもまちまちであるが、周溝にあたるものとされる。周溝内側は東西約40メートル、南北約53メートルであり、鶴ヶ丘稲荷神社古墳は東西20.5メートル、南北21メートルの墳丘部の外側に、平坦な基壇状の方形施設を巡らせた、東西約40メートル、南北約53メートルの規模の方墳とされる。
なお、鶴ヶ丘稲荷神社古墳からは埴輪は全く出土しておらず、この点からも終末期古墳であると見られている。

## 古墳の主体部

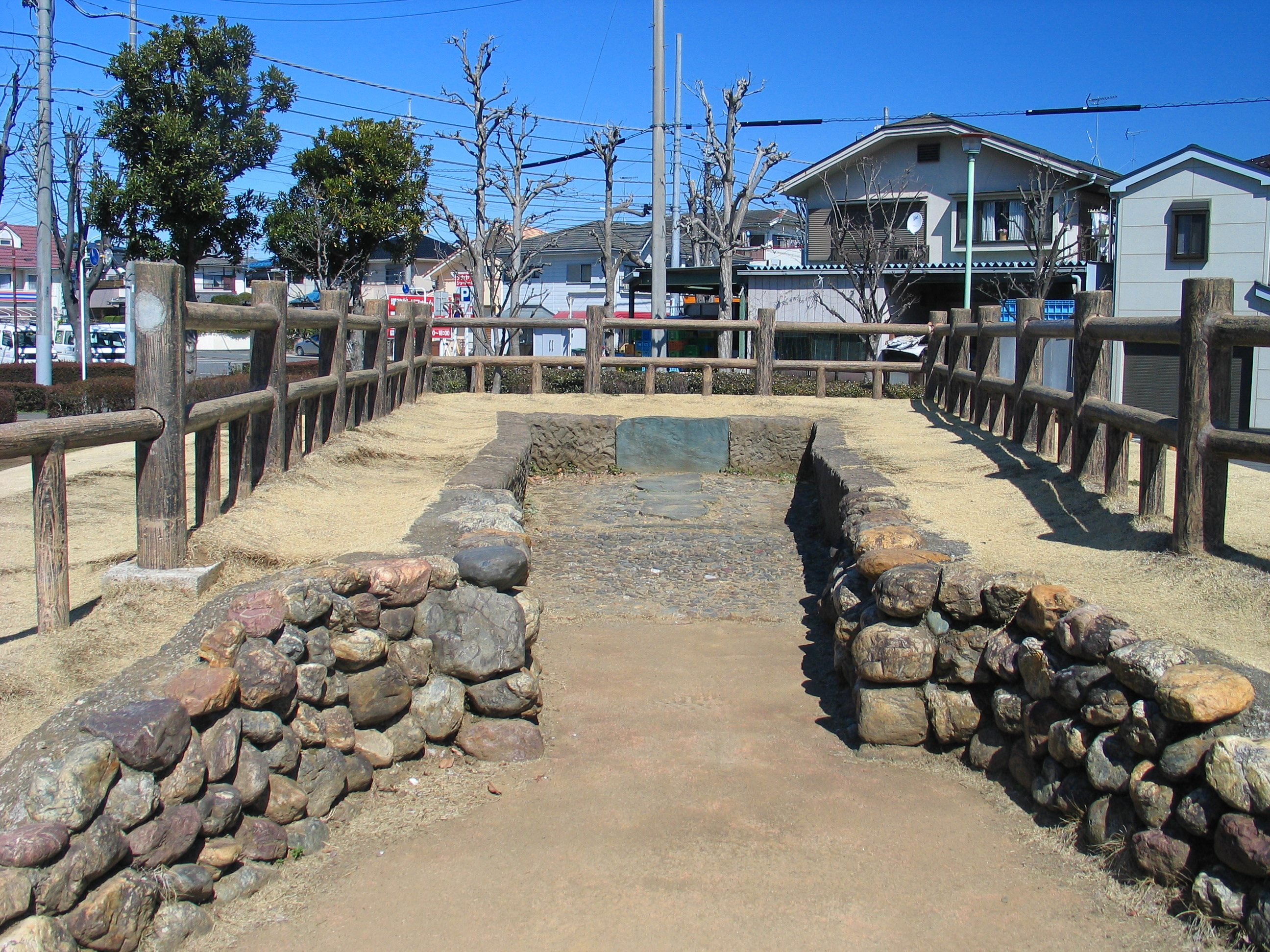
復元石室（2012年3月）

鶴ヶ丘稲荷神社古墳の主体部は横穴式石室であり、奥が最大幅となる羽子板状をした複室構造をしている。全長4.53メートル、うち玄室の長さ2.58メートル、玄室の最大幅は2.40メートルである。奥が最大幅となる羽子板状をした複室構造直線胴の石室は、埼玉県内では入間台地周辺の終末期古墳に見られる特徴的な石室である。玄室内は一面にこぶし大の大きさの河原石が敷かれ、中央に全長2.14メートル、最大幅0.43メートルの緑泥片岩の棺座が設けられていた。
玄室と前室の間には緑泥片岩の閾が設けられ、前室にも河原石の敷石が敷かれていた。羨道と墓前域は破壊が著しく不明な点が多いが、前室と羨道間にはやはり緑泥片岩で作られた閾があり、墓前域はハの字のように広がっていたものと見られている。
また古墳の主体部下は石室築造前にまず東西6.60メートル、南北7.90メートル、深さは約80～90センチ掘り下げ、版築によって地盤を突き固める、掘り込み地業と呼ばれる基礎工事がなされていた。掘り込み地業は東京都、府中市の武蔵府中熊野神社古墳や三鷹市の天文台構内古墳、そして埼玉県小川町の穴八幡古墳など、関東地方の終末期の有力古墳に見られるものである。

## 出土品
発掘調査時にはすでに盗掘がなされており、出土品としては石室内から釘とみられる鉄片が10個あまり、あとは周溝から土師器が出土したのみである。出土した土師器の型式的特徴からも古墳の築造年代は7世紀半ばから後半が推定されている。

## 古墳の特徴
鶴ヶ丘稲荷神社古墳の特徴としてはまず、方形の墳丘の外側に平坦な基壇状の施設を巡らせ、さらにその外側に断続的な周溝があるというあまり他に例を見ない特異な古墳であることが挙げられる。また羽子板形をした複室構造直線胴の石室は、埼玉県入間台地周辺の終末期古墳に特徴的に見られる石室である。7世紀半ばから後半にかけて、共通の石室形式がある一定の地域にまとまった形で見られる傾向は武蔵国の他の地域でも確認できる現象であり、「評（こおり）」の制度が発足する前後に、地域的なまとまりが形成されつつあったことを示す現象の一つである可能性が指摘されている。
規模的にも東西約40メートル、南北約53メートルの規模の方墳は、終末期古墳としては大きなものであり、鶴ヶ丘稲荷神社古墳は当時の武蔵国でも有力な首長が葬られた古墳であると見られている。

## 復元古墳
かつて鶴ヶ丘稲荷神社古墳が存在した場所から約50メートル南東の境公園内に、復元古墳が造られている。石室と古墳の高さについては発掘調査で判明した原寸大に、そして墳丘の大きさや周溝などは原寸の二分の一の大きさに復元している。